# Cosmin Radu
Cosmin Alexandru Radu (9 de novembro de 1981) é um jogador de polo aquático romeno.

## Carreira
Cosmin Radu em Londres 2012 integrou o elenco da Seleção Romena de Polo Aquático que ficou em 10º lugar.